# Mesorhaga dispar
Mesorhaga dispar är en tvåvingeart som beskrevs av Becker 1922. Mesorhaga dispar ingår i släktet Mesorhaga och familjen styltflugor.
Artens utbredningsområde är Taiwan. Inga underarter finns listade i Catalogue of Life.